# マツダ・Sプラットフォーム
マツダ・Sプラットフォームとは、マツダのキャブオーバー型ワンボックスカー・トラックまたはセミキャブオーバー型ミニバンに用いられる、自動車のプラットフォームの名称である。このプラットフォームを用いる車両のVINコードは、先頭がSから始まる。

## SS
SSは、キャブオーバー型ワンボックスカーに用いられているプラットフォームである。
- 1989-1999 マツダ・ボンゴ
- 1990-1993 ユーノス・カーゴ（ボンゴの姉妹車）
- 1983-1995 フォード・スペクトロン（ボンゴのOEM）
- 1983-?[要出典] フォード・J80（ボンゴのOEM）
- 1994-1999 日産・バネット（ボンゴのOEM）

## SE
SEは、SSをベースにしたキャブオーバー型トラックに用いられているプラットフォームである。
- 1983-1999 マツダ・ボンゴ
- 1983-?[要出典] フォード・J80（ボンゴのOEM）
- 1994-1999 日産・バネット（ボンゴのOEM）

## SR
SRは、SSをベースにしたキャブオーバー型ワンボックスカーに用いられているプラットフォームである。
- 1983-1999 マツダ・ボンゴブローニイ
- 1983-?[要出典] フォード・J100（ボンゴブローニイのOEM）

## SD
SDは、SSに対してのSEに相当するプラットフォームで、SRをベースにしたキャブオーバー型トラックに用いられているプラットフォームである。
- 1983-2000?[要出典] マツダ・ボンゴブローニイ
- 1983-?[要出典] フォード・J100（ボンゴブローニイのOEM）

## SK
SKは、SS.SE.SR.をベースにしたキャブオーバー型ワンボックスカー・トラックに用いられているプラットフォームである。
- 1999-2020 マツダ・ボンゴ
- 1999-2017 日産・バネット（ボンゴのOEM）
- 1999-2011 三菱・デリカバン・トラック（ボンゴのOEM）
- 1999-2010 マツダ・ボンゴブローニイ
- 1999-2010 三菱・デリカカーゴ（ボンゴブローニイのOEM）

## SG
SGは、セミキャブオーバー型ミニバンに用いられているプラットフォームである。
- 1995-2005 マツダ・ボンゴフレンディ
- 1995-2002 フォード・フリーダ （ボンゴフレンディのOEM）